# Almannaskarðsgöng

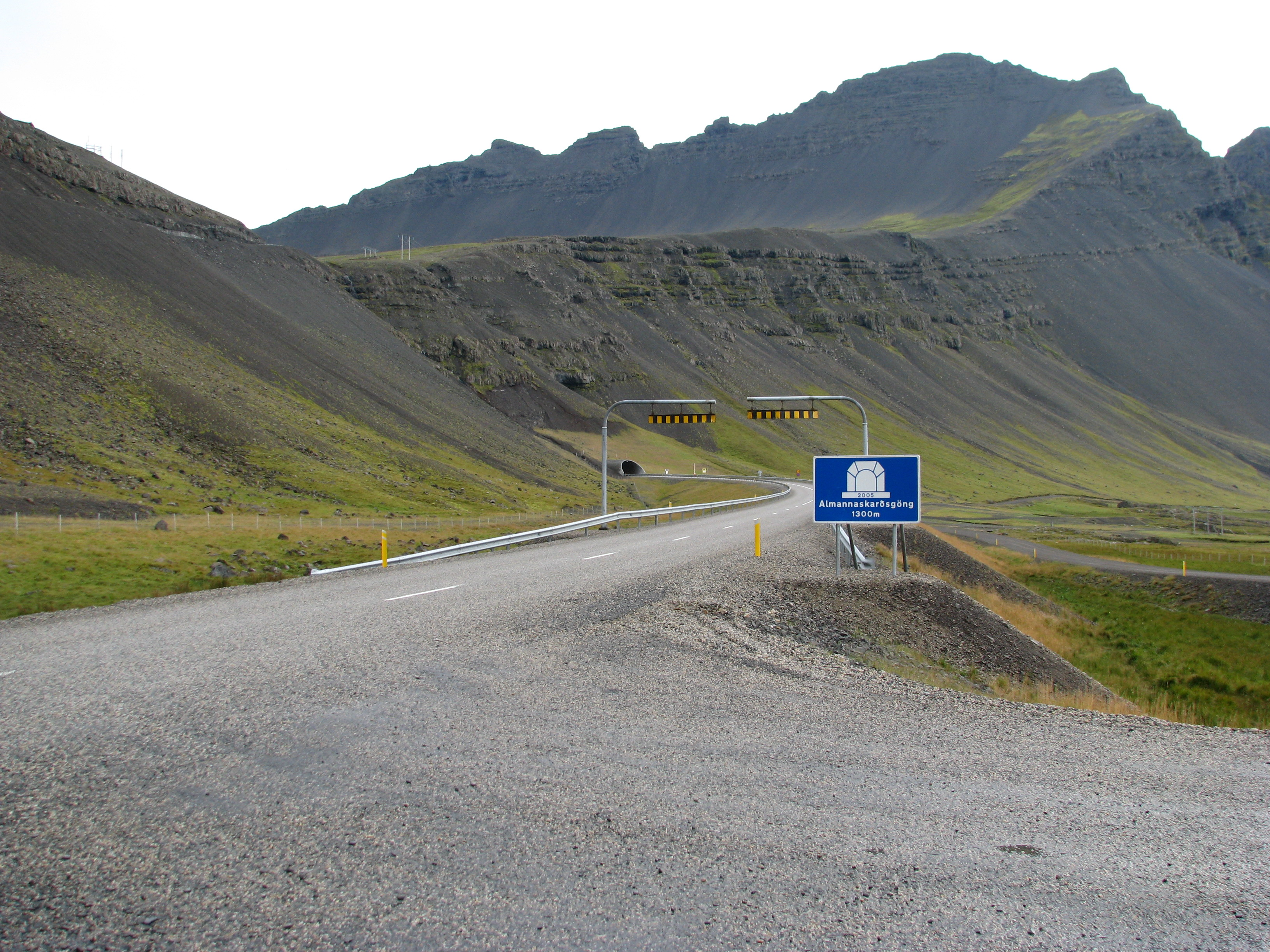
De zuidelijke tunnelingang.

De Almannaskarðsgöng is een tunnel in het zuiden van IJsland.
Even ten oosten van Höfn voerde de ringweg over de Almannaskarð, een nauwe en steile pas tussen Hornafjörður en het Lón district. Tijdens de winter was deze pas door sneeuwval regelmatig afgesloten, waardoor al het wegverkeer van en naar het oosten van IJsland volledig geblokkeerd was. In 2004 is men begonnen met de tunnel aan te leggen, en op 24 juni 2005 werd hij in gebruik genomen. De ringweg heeft men 4,2 kilometer moeten verleggen en loopt nu onder de Almannaskarð door. De tunnel loopt door 1150 meter massief gesteente en daarnaast nog eens door 162 meter betonnen portalen, waardoor de totale lengte op 1312 meter komt. De weg is tweebaans uitgevoerd, en er zijn in de tunnel drie passeerplaatsen voor spoedverkeer.
De zuidelijk tunnelingang ligt op 39 meter boven zeeniveau, de noordelijke op 82 meter, waardoor het stijgingspercentage tot 4,6 % oploopt.

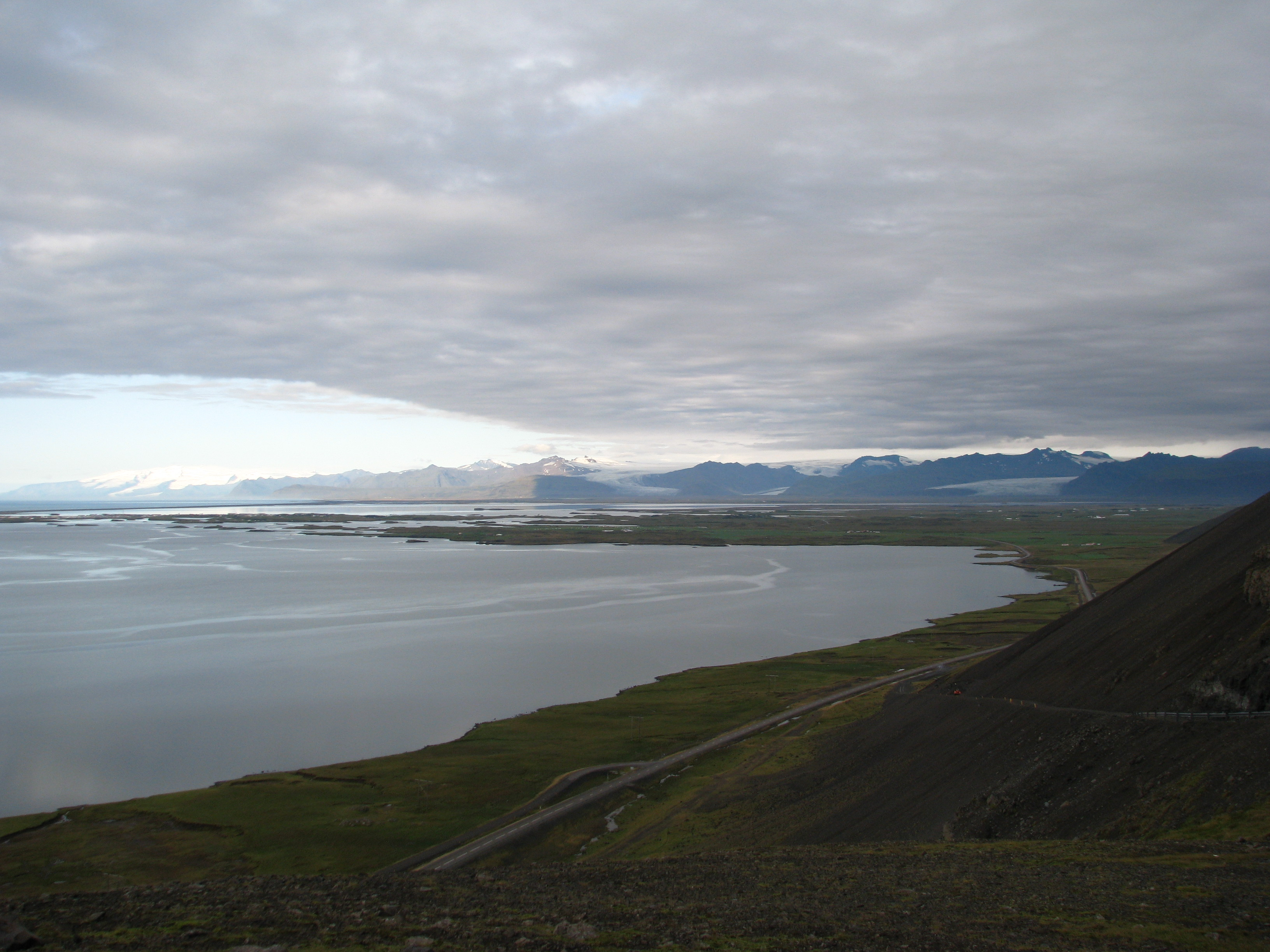
Uitzicht vanaf de Almannaskarð naar het westen.